# Älvnäs
Älvnäs är en tätort i Ekerö kommun, Stockholms län. 

## Historia
Äldsta skriftliga belägg härrör från år 1476 i Elffwenäs (Stockholms stads tänkeböcker), äldsta kartbelägg finns på sockenkarta från år 1684. På ägoavmätning från år 1737 har gårdens tun i stort sett samma läge som idag.

### Älvnäs kastal och gård
Älvnäs gårds föregångare kan med säkerhet dateras till 1100-talet. Vid den tiden var det en kastal, alltså ett försvars- eller bevakningstorn på en strategisk viktig plats vid Långtarmen. Vid bussens ändhållplats syns rester av denna byggnad i form av en husgrund, ca 16 x 12 meter stor. Grundmurarna är ca 1,5 meter breda och 0,5-1,65 meter höga och bestå av 0,5-1,6 meter stora natursten (fornminne RAÄ-nummer Ekerö 166:1). Det är alltså inte, som traditionen säger, rester av ett tegelbruk. Gårdens huvudbyggnad med flyglar, trädgården, stallet och hagarna finns kvar. Den äldsta bebyggelsen härrör från 1600-talet. Hästverksamheten avvecklades 2006, men ängarna vid Älvnäsvägen betas fortfarande av får.

## Bilder, Elvnäs gård

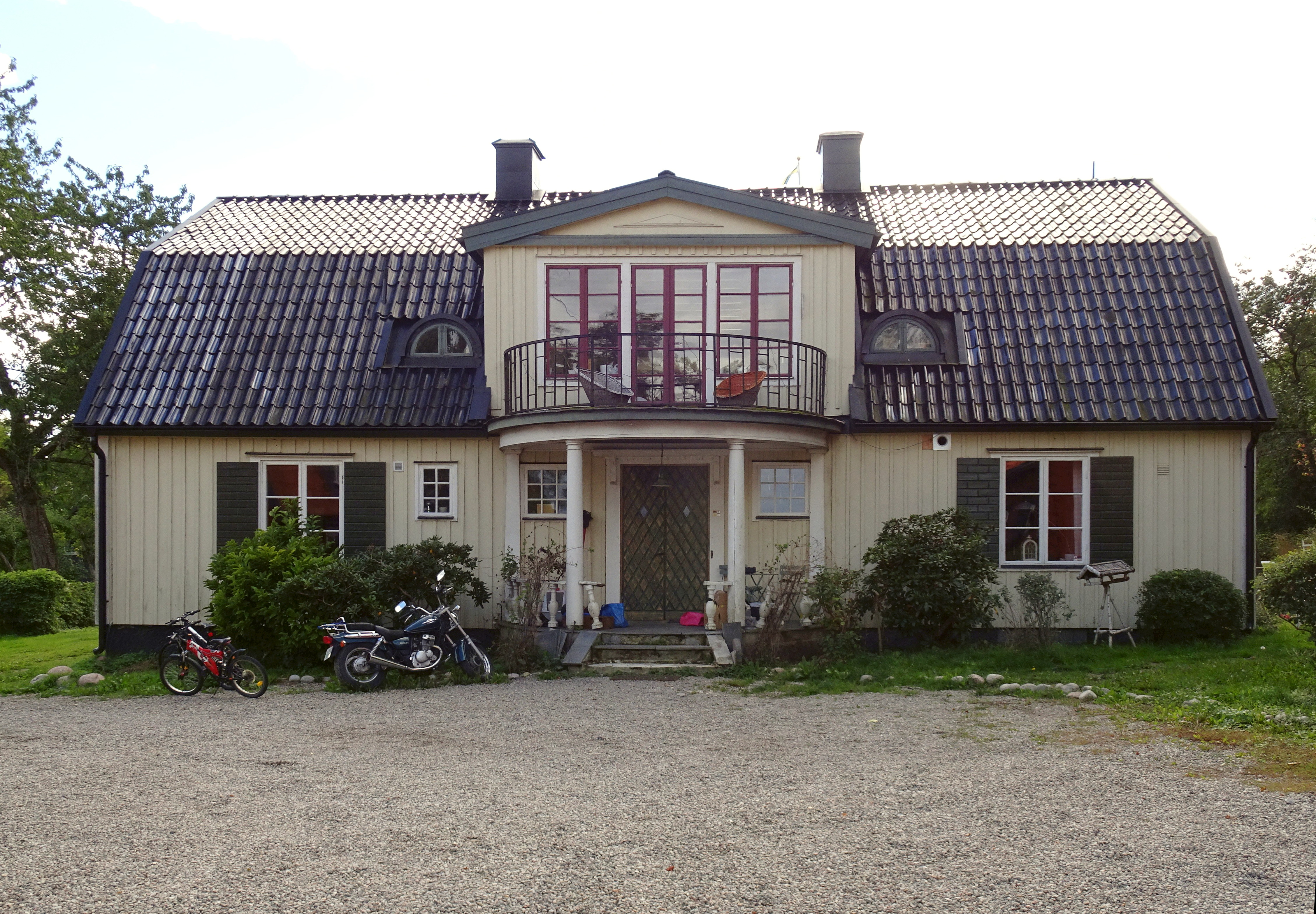
Huvudbyggnad, fasad mot norr
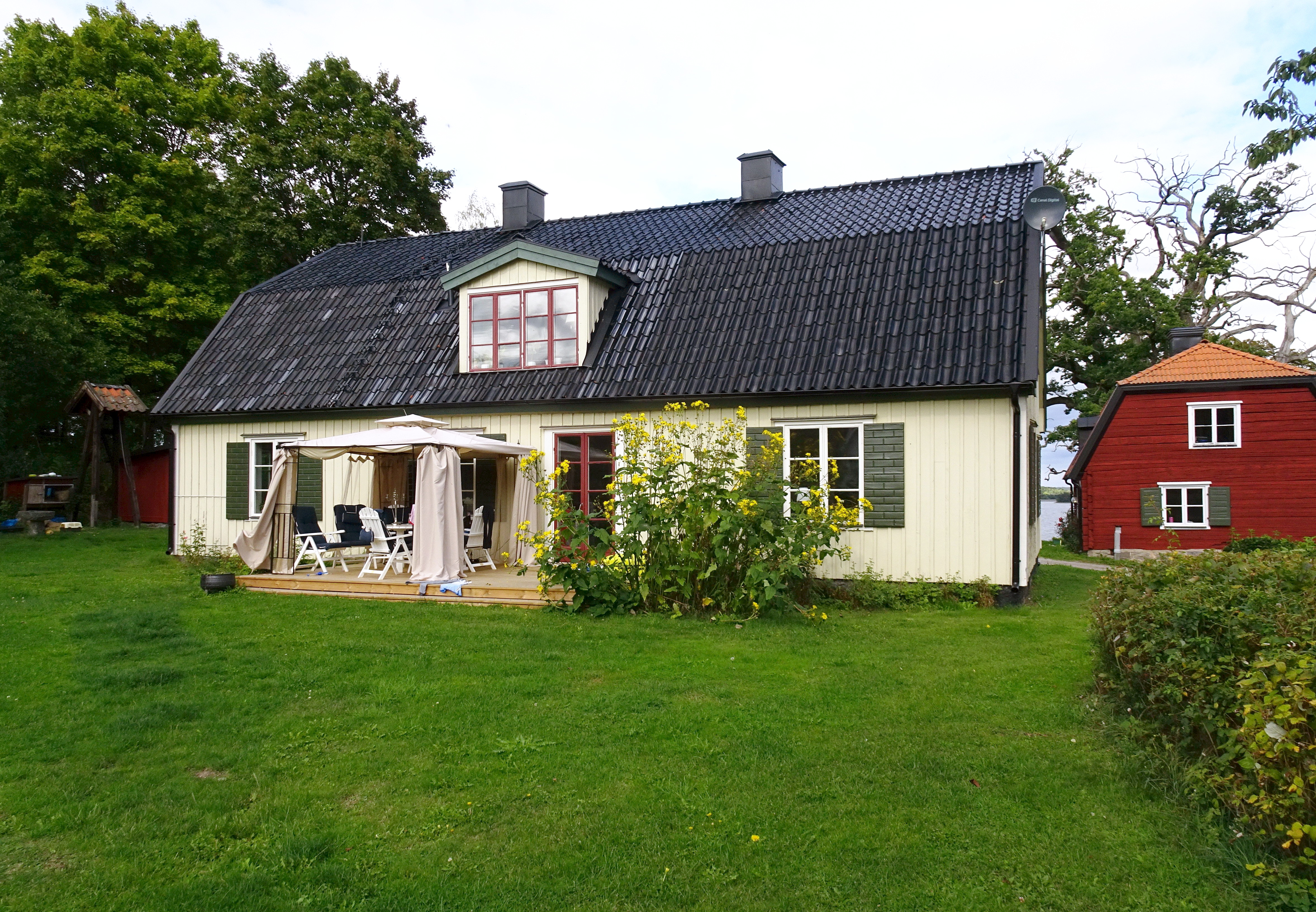
Huvudbyggnad, fasad mot syd
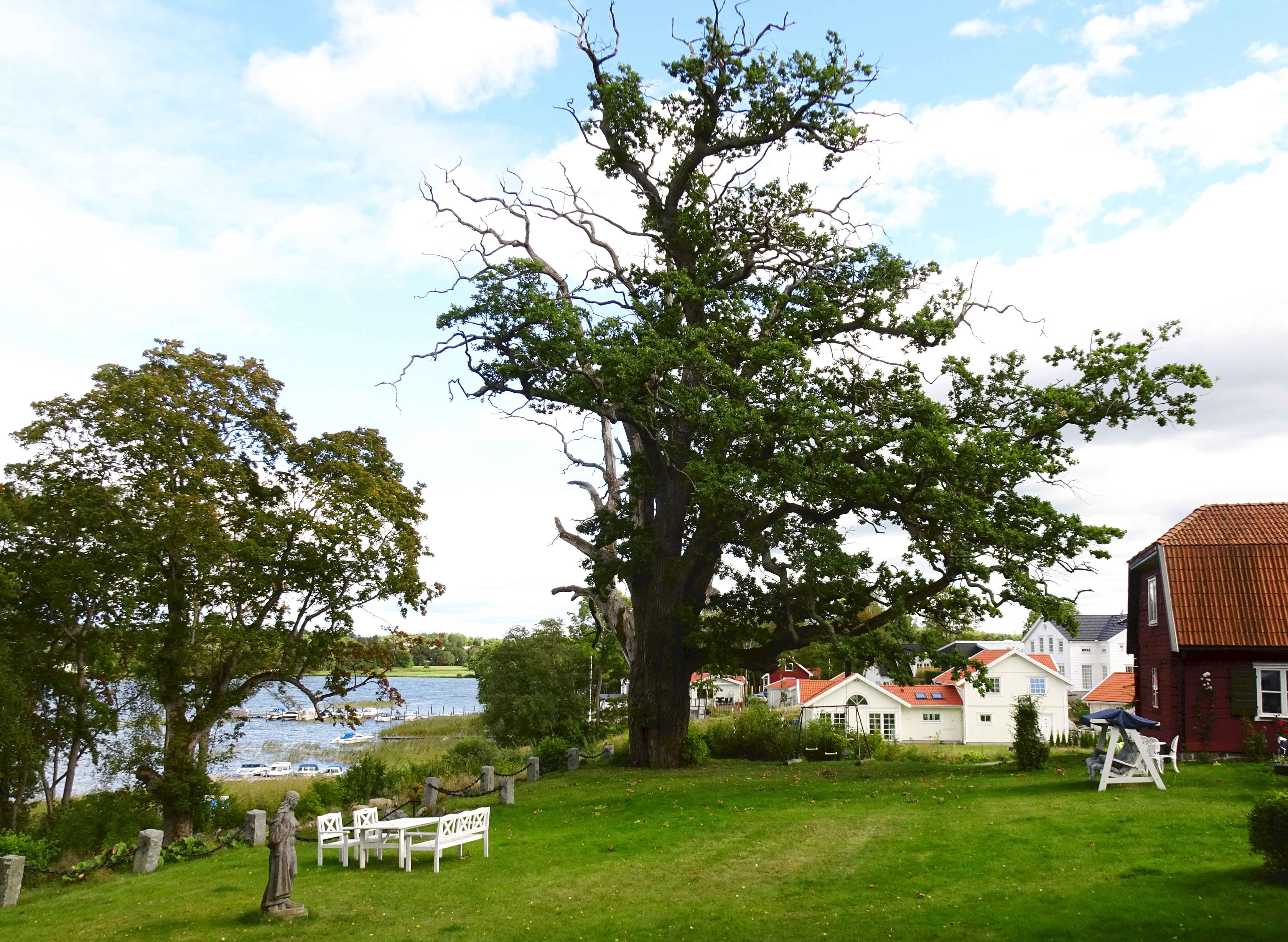
Gårdens mäktiga ek

### Befolkningsutveckling

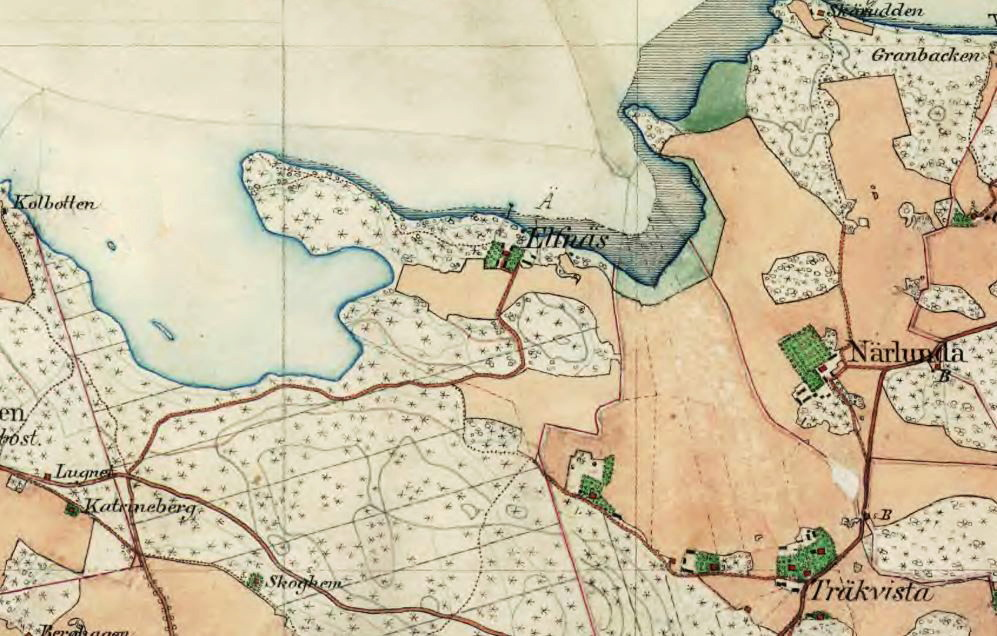
Älvnäs kring selelskiftet 1900.

| Befolkningsutvecklingen i Älvnäs 1990–2020 | Befolkningsutvecklingen i Älvnäs 1990–2020 | Befolkningsutvecklingen i Älvnäs 1990–2020 | Befolkningsutvecklingen i Älvnäs 1990–2020 | Befolkningsutvecklingen i Älvnäs 1990–2020 |
| ------------------------------------------ | ------------------------------------------ | ------------------------------------------ | ------------------------------------------ | ------------------------------------------ |
|                                            |                                            |                                            |                                            |                                            |
| År                                         |                                            |                                            | Folkmängd                                  | Areal (ha)                                 |
| 1990                                       | 1990                                       |                                            | 185                                        | 53#                                        |
| 1995                                       | 1995                                       |                                            | 324                                        | 50                                         |
| 2000                                       | 2000                                       |                                            | 448                                        | 54                                         |
| 2005                                       | 2005                                       |                                            | 517                                        | 54                                         |
| 2010                                       | 2010                                       |                                            | 601                                        | 54                                         |
| 2015                                       | 2015                                       |                                            | 753                                        | 57                                         |
| 2020                                       | 2020                                       |                                            | 802                                        | 58                                         |
| Anm.: Ny tätort 1995. # Som småort.        |                                            |                                            |                                            |                                            |

## Samhället
Enda vägen att komma in i Älvnäs (förutom vattenvägen) är Älvnäsvägen som leder över Brunna Gärde, antingen söder om med bil vid grustaget, eller norr om det med cykel eller till fots. För att komma till Älvnäs med kollektivtrafik tar man SL-buss 305 från Ekerö centrum eller Brommaplan, eller SL-buss 342 från Ekerö centrum, Knalleborgs korttidshem eller Jungfrusund. 
På västra sidan Älvnäsudden ligger Busviken som är en populär badplats. På östra sidan ligger Älvnäsviken med plogad skridskobana om vintrarna. Närmaste möjligheter att handla eller utöva idrott ligger cirka 1,5 kilometer bort i Träkvista. Strax söder om Älvnäs passerar Ekerö-Munsöleden, en 38 kilometer lång vandringsled över Ekerön och Munsön.
Förutom huvudvägen (Älvnäsvägen) har samtliga vägar inom Älvnäs fågelnamn, till exempel Blåmesvägen, Rödhakevägen, Domherrevägen och Näktergalsvägen. Älvnäs norra del är kraftigt kuperat.

## Bilder, samhället

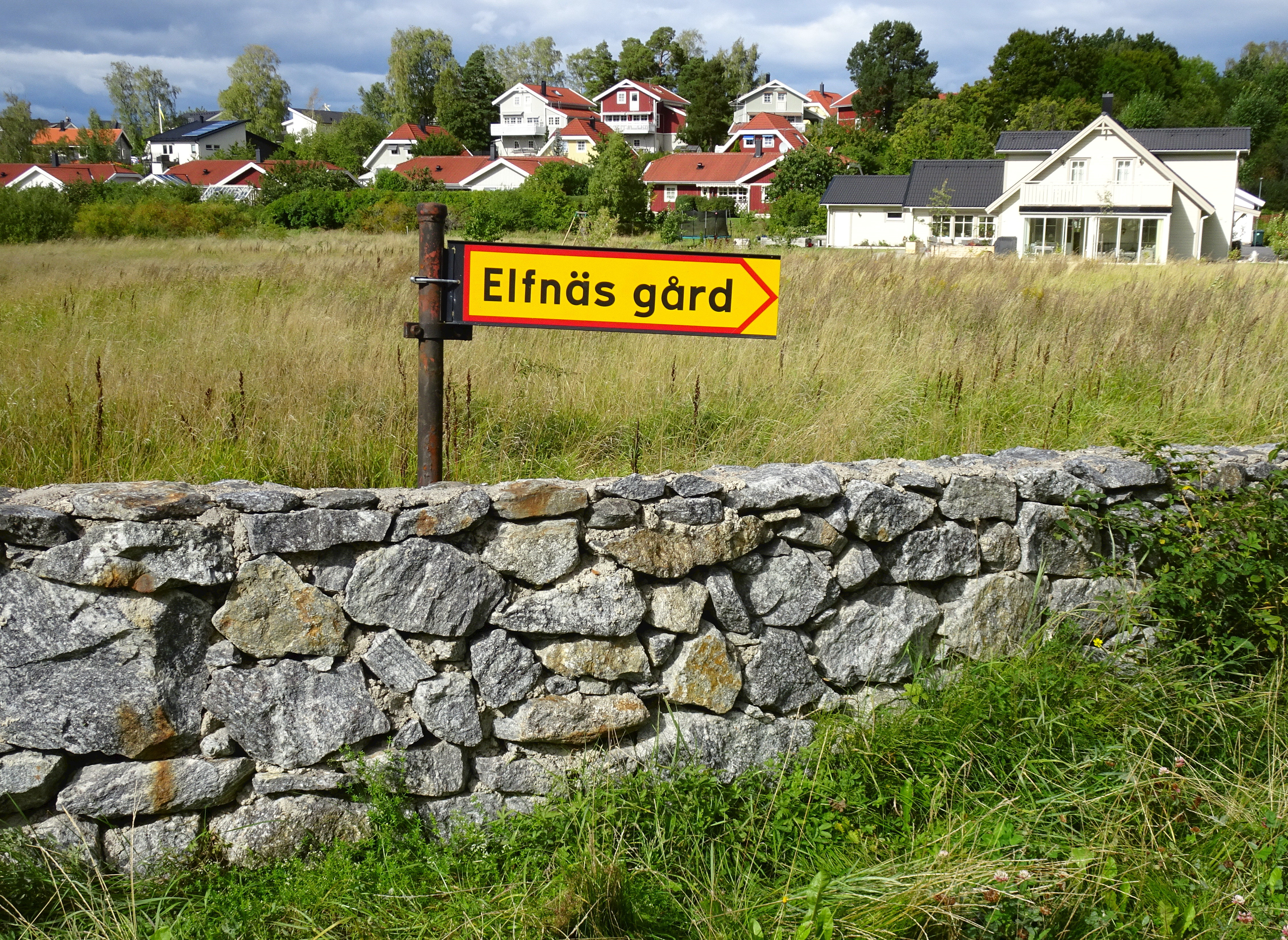
"Elvnäs gård", Näktergalsvägen
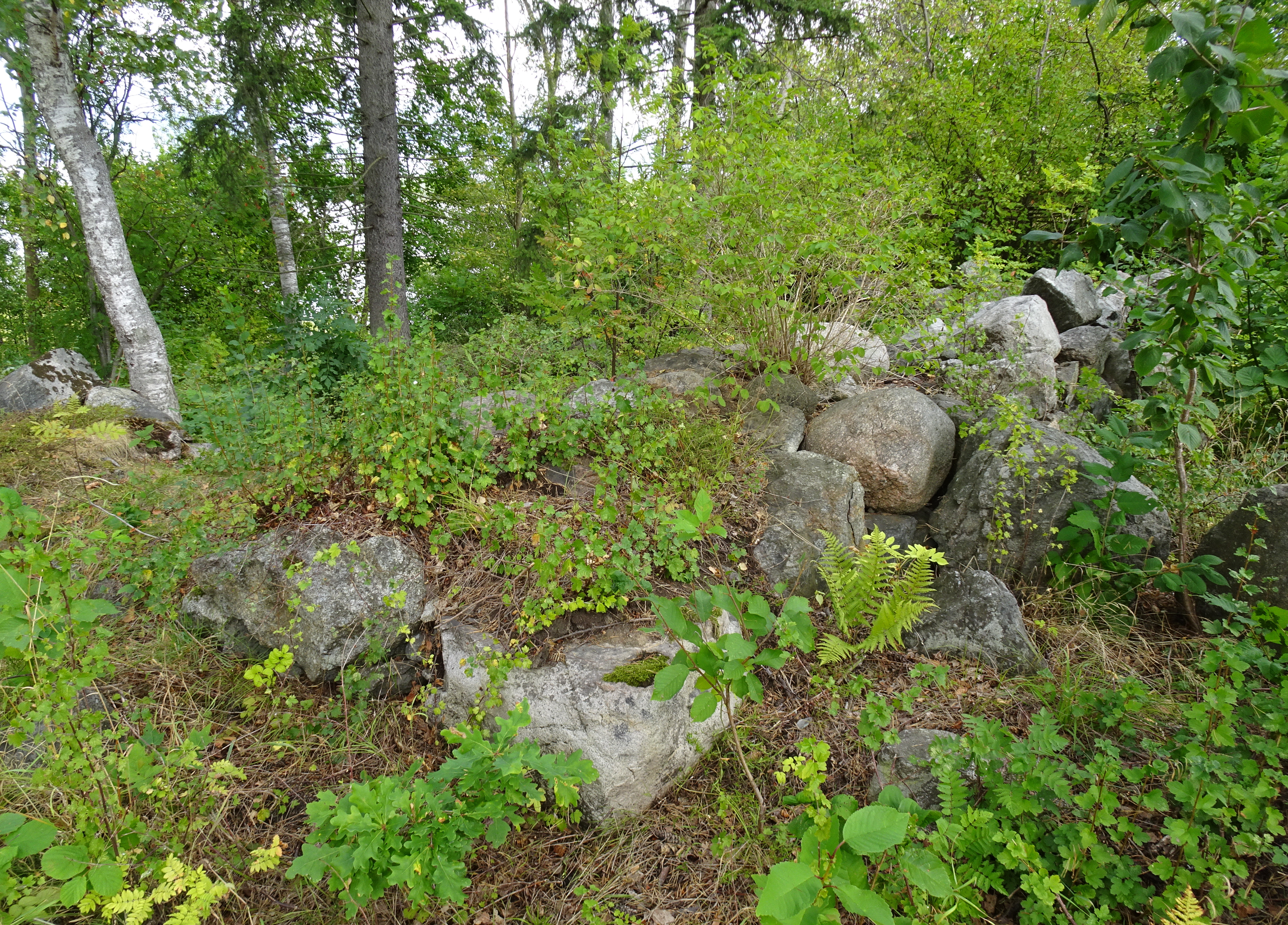
Grunden efter Älvnäs kastal
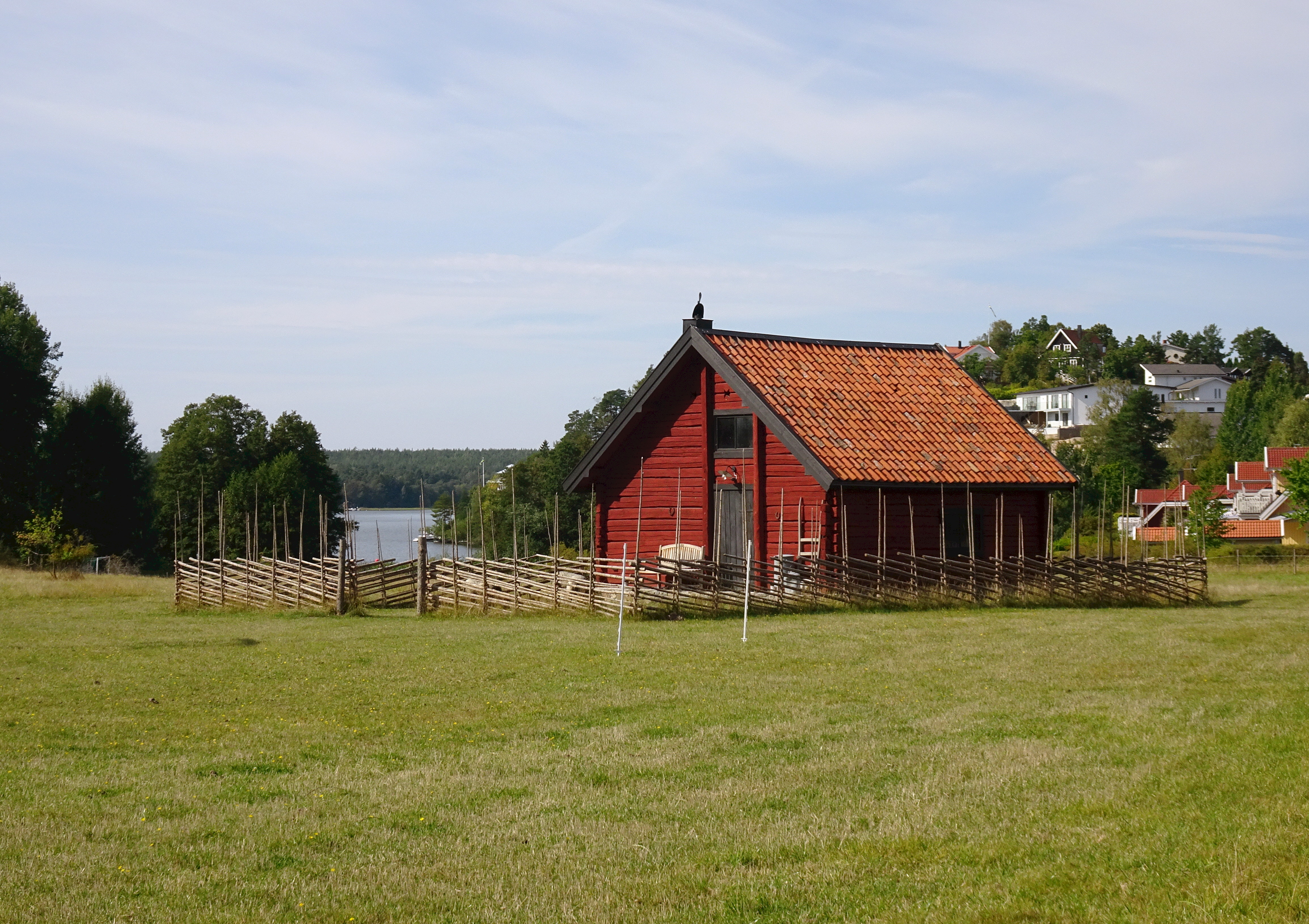
Fårbete vid Älvnäsvägen
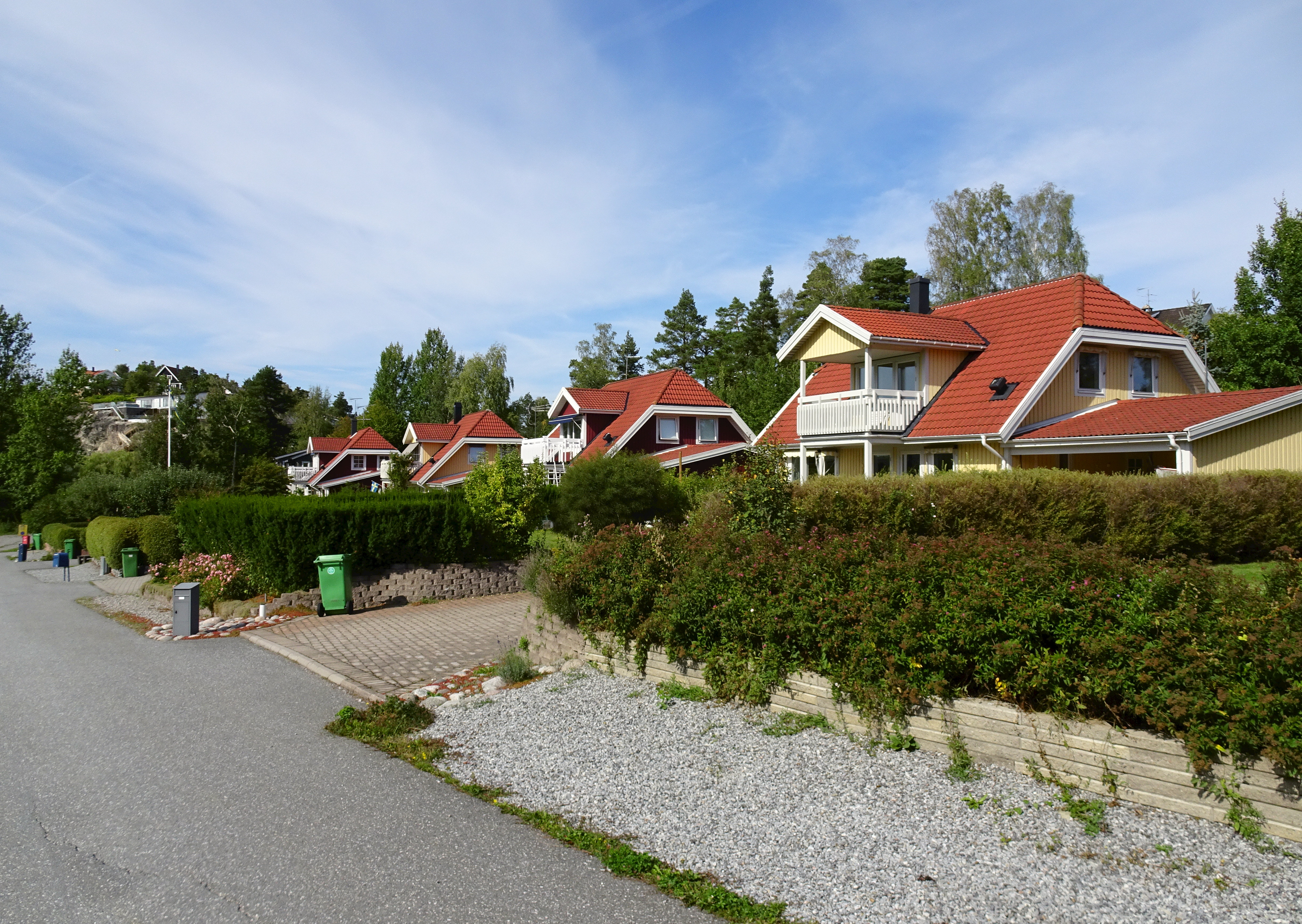
Villabebyggelse vid Flugsnapparvägen
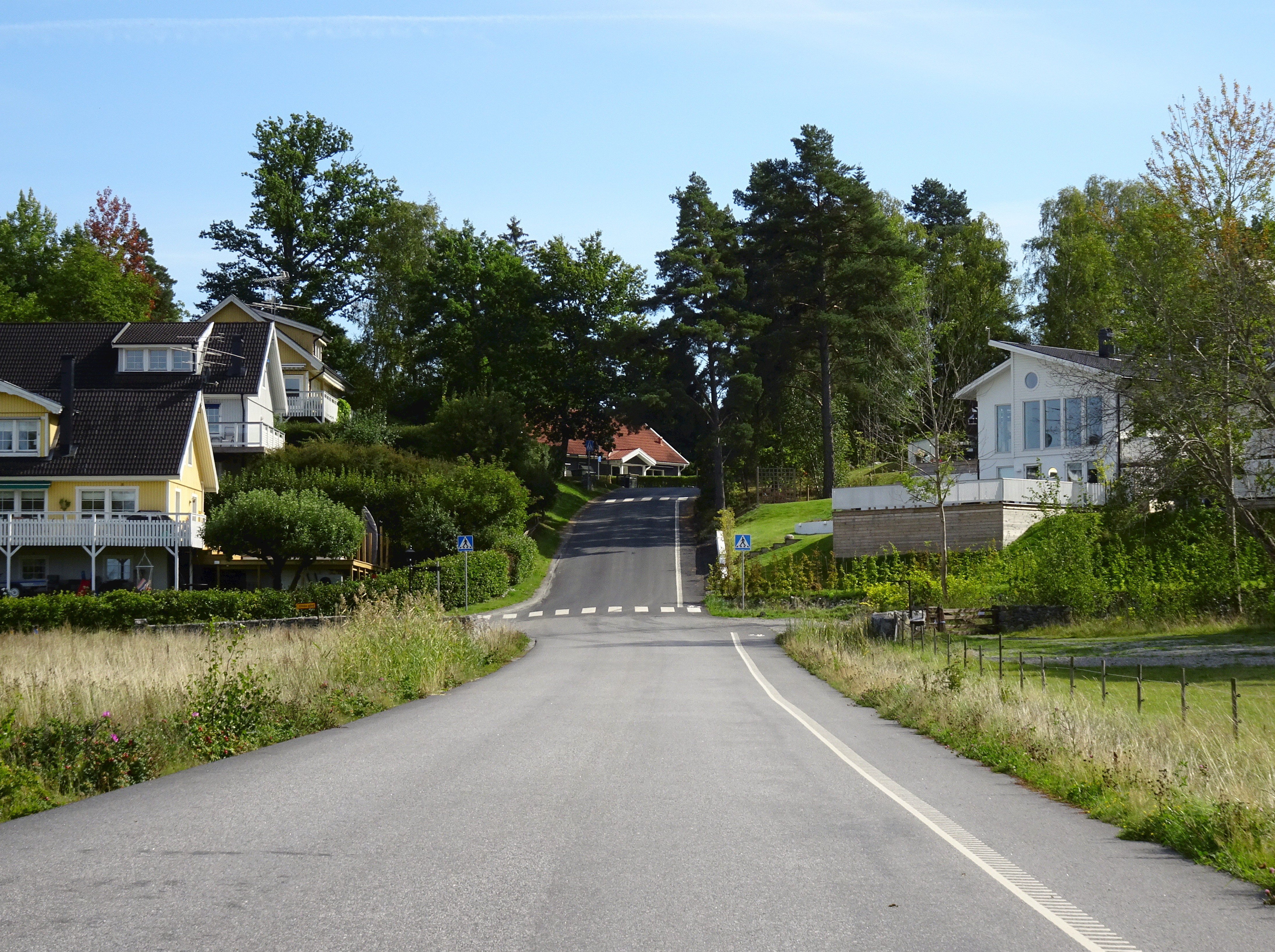
Älvnäsvägen mot syd